# چاتوم وایا (آریزونا)
چاتوم وایا (به انگلیسی: Chutum Vaya) یک منطقهٔ مسکونی در ایالات متحده آمریکا است که در آریزونا واقع شده‌است. چاتوم وایا ۱٬۱۱۸ متر بالاتر از سطح دریا واقع شده‌است.